# 易北-帕赖
易北-帕赖（德語：Elbe-Parey，發音：[ˈɛlbə paˈʁaɪ]）是德国萨克森-安哈尔特州耶里肖地区县的市镇，面积108.7平方千米，2023年12月31日人口为6,358人。该市镇于2001年9月1日由市镇贝格措、代尔本、费希兰、居森、霍恩塞登、帕赖和采尔本合并而成。